# Купала (фільм)
«Купала» — білоруський художній фільм 2020 року режисера Володимира Янковського що розповідає про долю видатного поета Білорусі та академіка НАН України відомого за псевдонімом Янка Купала. Фільм було знято на кіностудії Білорусьфільм. Широка прем'єра не відбулася через посилення репресій з боку проросійського режиму Олександра Лукашенко

## Сюжет
Фільм розповідає про життя білоруського поета 
Янки Купали, який за загадкових обставин загинув у готелі «Москва» 28 липня 1942 року. Через його долю показаний підйом руху білоруського національного відродження початку XX століття, учасником подій якого він був. Коли наступають часи радянської окупації Білорусі, часи Голодомору, радянських репресій та депортацій білорусів — видатний поет постає перед важким моральним вибором: писати правду чи бути маріонеткою в руках окупаційного режиму

## Історія створення
Фільм «Купала» на замовлення Міністерства культури було задумано, як національний проєкт, і фінансувався з державного бюджету. За словами режисера картини, беручись до роботи, він хотів зробити справжній національний продукт, розповісти білоруській молоді правду про рідну мову і культуру і через долю поета розповісти історію народу, який російська імперська влада та радянські окупанти намагались стерти, а він виростав і продовжував зростати.

## Відгуки
Білоруський сценарист Андрій Курейчик, що грав у фільмі епізодичну роль, назвав його «першою картиною, на яку не шкода грошей платників податків». На його думку, "Біларусьфільм" зняв кіно про те, що білоруси - це насправді окрема нація, гідна своєї національно-орієнтованої держави, а його мова — це круто.
Літератор Михась Скобла схвально відгукнувся про фільм.
На думку білоруського політика та мистецтвознавця Зенона Позняка, «Купала» - це «єдиний фільм, зроблений на кіностудії "Білорусьфільм", де відображається правдивий білоруський дух, культура, образи відносин між людьми»

## Цікаві факти
У фільмі згадується Розстріляне відродження.